# Fellner & Helmer-byrån

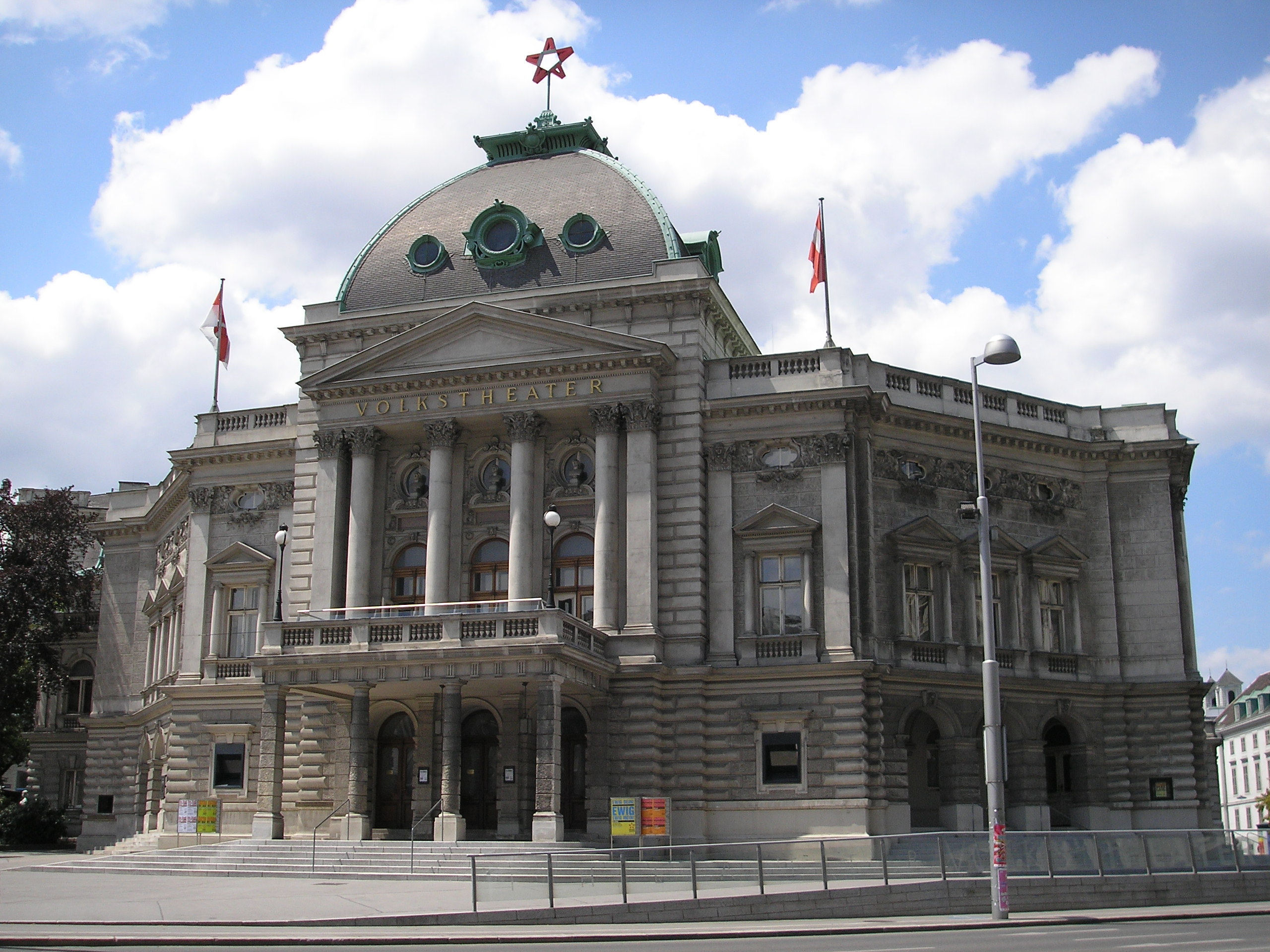
Volkstheater i Wien.

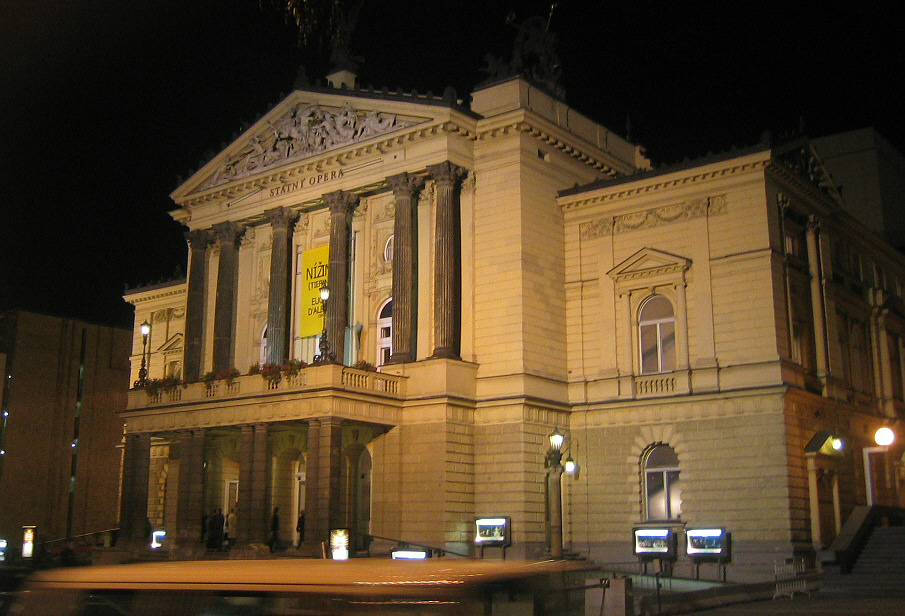
Statsoperan i Prag.

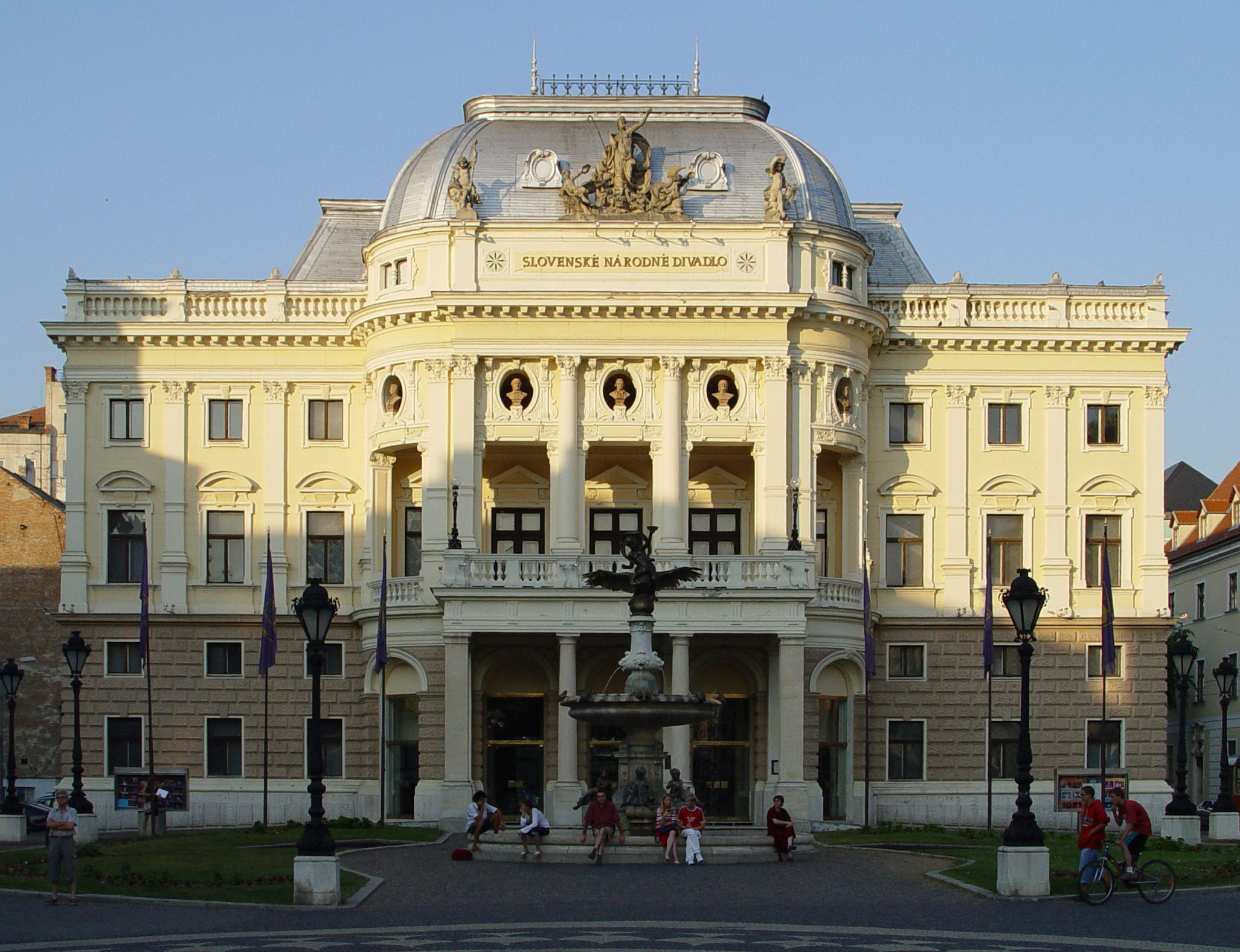
Slovakiska nationalteatern i Bratislava.

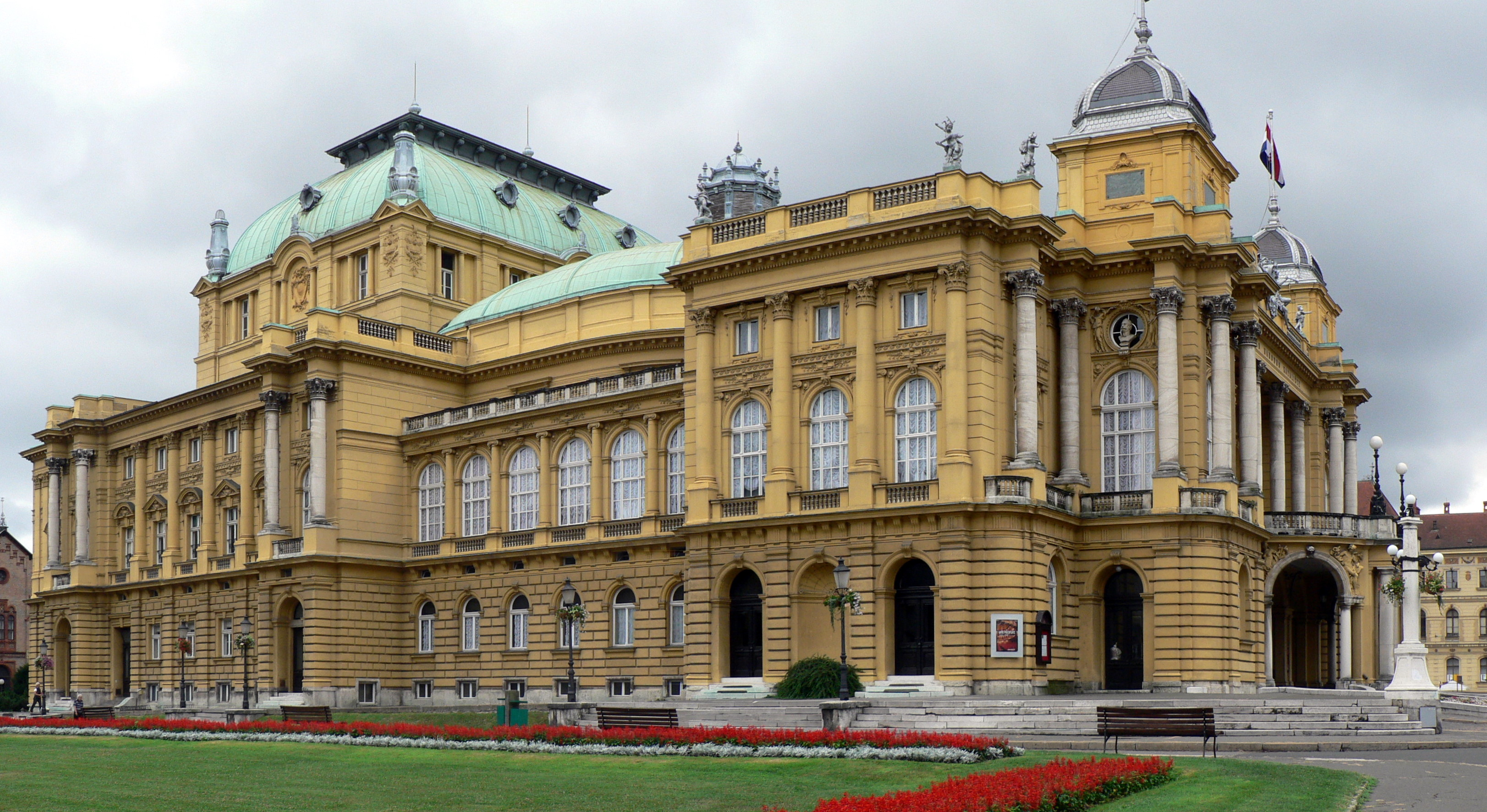
Kroatiska nationalteatern i Zagreb.

Fellner & Helmer-byrån (tyska: Büro Fellner & Helmer) var en Wienbaserad arkitektbyrå verksam åren 1873–1919. Arkitektbyrån drevs av de österrikiska arkitekterna Ferdinand Fellner och Hermann Helmer. Duon projekterade bostadshus, hotell och varuhus men var framförallt specialiserad på teaterhus. Verksamhetsområdet var dåvarande Österrike-Ungern och Mellaneuropa men de anlitades även på andra håll i Europa. Mer än femtio teaterbyggnader och operahus i Central- och Östeuropa bär deras signatur.
Fellner & Helmer-byrån var känd för sin höga kvalitet, relativt låga pris och snabba service. Inom Dubbelmonarkin fick de en monopolställning vid uppförandet av teaterbyggnader.

## Verk (urval)

### Kroatien
- Nationalteatern i Rijeka (1885)
- Modellopalatset i Rijeka (1885)
- Nationalteatern i Zagreb (1895)
- Konstpaviljongen i Zagreb (1898)

### Tyskland
- Komische Oper Berlin (1892)
- Deutsches Schauspielhaus (1901)

### Österrike
- Operan i Graz (1899)